# Christoph Rüther
Christoph Rüther (* 1965) ist ein deutscher Politiker der CDU. Seit 2020 ist er Landrat des Kreises Paderborn, zuvor war er Bürgermeister der Stadt Bad Wünnenberg.

## Leben und Beruf
Rüther war lange Jahre bei der Deutschen Telekom AG tätig. So war er zunächst Filialleiter einer Telekom-Filiale in Paderborn, später übernahm er verschiedene leitende Funktionen in Dresden, Bonn, Bielefeld und Hannover.
Rüther lebt mit seiner Frau und seinen beiden Töchtern in Bad Wünnenberg-Fürstenberg.

## Politik
Rüther kandidierte 2014 erfolgreich für den Stadtrat von Bad Wünnenberg und übernahm den Vorsitz der CDU-Fraktion. Bereits im Jahr darauf kandidierte er für das Bürgermeisteramt und wurde mit deutlicher Mehrheit zum Bürgermeister der Stadt Bad Wünnenberg gewählt. Zur Wahl 2020 trat er nicht erneut an, stattdessen nominierte ihn die CDU, deren Kreisvorsitzender er zu diesem Zeitpunkt war, für das Amt des Landrats und damit um die Nachfolge seines Parteifreunds Manfred Müller, der aus gesundheitlichen Gründen auf eine erneute Kandidatur verzichtete. Bei der Wahl am 13. September 2020 erhielt er 53,45 Prozent der Stimmen und wurde somit im ersten Wahlgang gewählt.